# Paecilaema cabudarense
Paecilaema cabudarense is een hooiwagen uit de familie Cosmetidae.